# Justus Rinia Petrus François Gonggrijp
Justus Rinia Petrus François Gonggrijp (Sinderen, 7 februari 1827 - Wiesbaden, 3 november 1909) was predikant in opleiding te Utrecht, werkzaam als leraar en weeshuis-regent in Nederlandsch-Indië en hoogleraar aan de Indische Instelling in Delft.
Na het gymnasium in Culemborg te hebben afgerond  ging Gonggrijp in 1845 in Utrecht theologie studeren. Hij rondde zijn opleiding niet af maar bood zijn diensten aan aan het Nederlandsch Zendeling Genootschap. In 1849 werd hij als zendeling-leraar uitgezonden naar Timor in Nederlandsch-Indië. Al voor zijn aankomst daar werd hij aangesteld als regent van het protestants weeshuis te Semarang. In de periode 1851-1854 was hij daar naast directeur ook hoofd van de school. In Semarang nam hij het initiatief tot oprichting van de eerste spaarbank van Nederlandsch-Indië.
Van 1854 tot 1864 leidde Gonggrijp als hulpprediker de gemeenten van inlandse christenen in Depok en Toegoe nabij Batavia op Java.
In 1864 werd Gonggrijp door de Delftse gemeenteraad aangesteld als leraar Maleis aan de dat jaar opgerichte Indische Instelling en vestigde hij zich in Delft. Gedurende zijn aanstelling kreeg hij een conflict met de directeur, Salomo Keyzer. Ten eerste voelde Gonggrijp zich onterecht achtergesteld in salariëring. Gonggrijp kreeg een jaarsalaris van fl. 2000,-, terwijl Keyzer voor zichzelf een bedrag van fl. 7000,- was overeengekomen met de gemeente. De sfeer verslechterde toen Keyzer niet langer de theoretische lessen Maleis aan Gonggrijp toevertrouwde, en hem slechts de spreek- en schrijfvaardigheden in het laag-Maleis wilde laten onderrichten. Het gemeentebestuur moest in 1866 bemiddelen in het conflict. Met het overlijden van Keyzer in 1868 veranderde de situatie voor Gonggrijp, die tot de opheffing van de instelling begin 1901 aan het instituut verbonden zou blijven.
In 1870 werd Gonggrijp tevens benoemd tot docent in het Sundanees, als eerste in Nederland. Ook schreef hij verschillende leerboeken voor het Maleis voor de studenten in Delft. In 1872 werden de leraren aan de instelling, onder wie Gonggrijp, benoemd tot hoogleraar.
In Delft bekleedde Gonggrijp een bestuursfunctie bij de Remonstrants-Gereformeerde gemeente.
J.R.P.F. Gonggrijp werd geridderd in de Orde van de Nederlandsche Leeuw en ontving driemaal een medaille voor 'verspreiding van nuttige kennis onder den inlander in Nederlandsch-Indië'. De bronzen penning, vervaardigd door David van der Kellen jr.,  die Gonggrijp in 1864-1865 ontving, wordt beheerd door Teylers Museum in Haarlem.
J.R.P.F. Gonggrijp was de vader van Justus Rinia Cornelis Gonggrijp, politicus te Suriname.
De economist en letterkundige George Lodewijk Gonggrijp was een kleinzoon van J.R.P.F. Gonggrijp en zoon van George Lodewijk Gonggrijp.
J.R.P.F. Gonggrijp overleed 3 november 1909 te Wiesbaden.